# Live in London (딥 퍼플의 음반)
| 평가 점수 | 평가 점수 |
| 출처      | 점수      |
| --------- | --------- |
| AllMusic  | [ 2 ]     |
| Play.com  | [ 3 ]     |

《Live in London》은 1982년 8월 23일에 발매한 영국의 하드 록 밴드 딥 퍼플의 라이브 음반이다. 1974년 5월 22일 BBC가 라디오 방송을 위해 런던의 가우몬트 주립 극장에서 녹음했지만 1982년까지 바이닐로 발매되지 않았다. 음반 《Burn》을 위해 투어하는 동안 블랙모어/커버데일/휴즈/로드/페이스의 Mk 3 라인업이 수록되어 있다.

## 배경
음반 중 어느 시점에서, 키보디스트 존 로드는 밴드를 소개하면서 자신을 농담 삼아 "릭 에머슨(Rick Emerson)"이라고 불렀다. 각각 릭 웨이크먼과 키스 에머슨인 프로그레시브 록 밴드 예스와 에머슨, 레이크 & 파머의 키보디스트의 이름과 성을 합친 것이다.

## 곡 목록
모든 곡들은 특별한 언급이 없는 한 리치 블랙모어, 데이비드 커버데일, 글렌 휴즈, 존 로드 그리고 이언 페이스에 의해 작사/작곡하였다.
| #  | 제목                          | 작사·작곡                                      | 재생 시간 |
| -- | ----------------------------- | ---------------------------------------------- | --------- |
| 1. | 〈Burn〉                      |                                                | 6:58      |
| 2. | 〈Might Just Take Your Life〉 |                                                | 4:51      |
| 3. | 〈Lay Down, Stay Down〉       |                                                | 5:11      |
| 4. | 〈Mistreated〉                | 블랙모어, 커버데일                             | 11:34     |
| 5. | 〈Smoke on the Water〉        | 블랙모어, 이언 길런, 로저 글로버, 로드, 페이스 | 10:33     |
| 6. | 〈You Fool No One〉           |                                                | 18:14     |